# Ventall de branca
El ventall de branca o esquizofil·le comú (Schizophyllum commune) és una espècie de fong lignícola del grup dels ventalls de branca pertanyent a l'ordre de les agaricals. Té un aspecte molt característic que el fa gairebé inconfusible. És present en tot el món

## Taxonomia

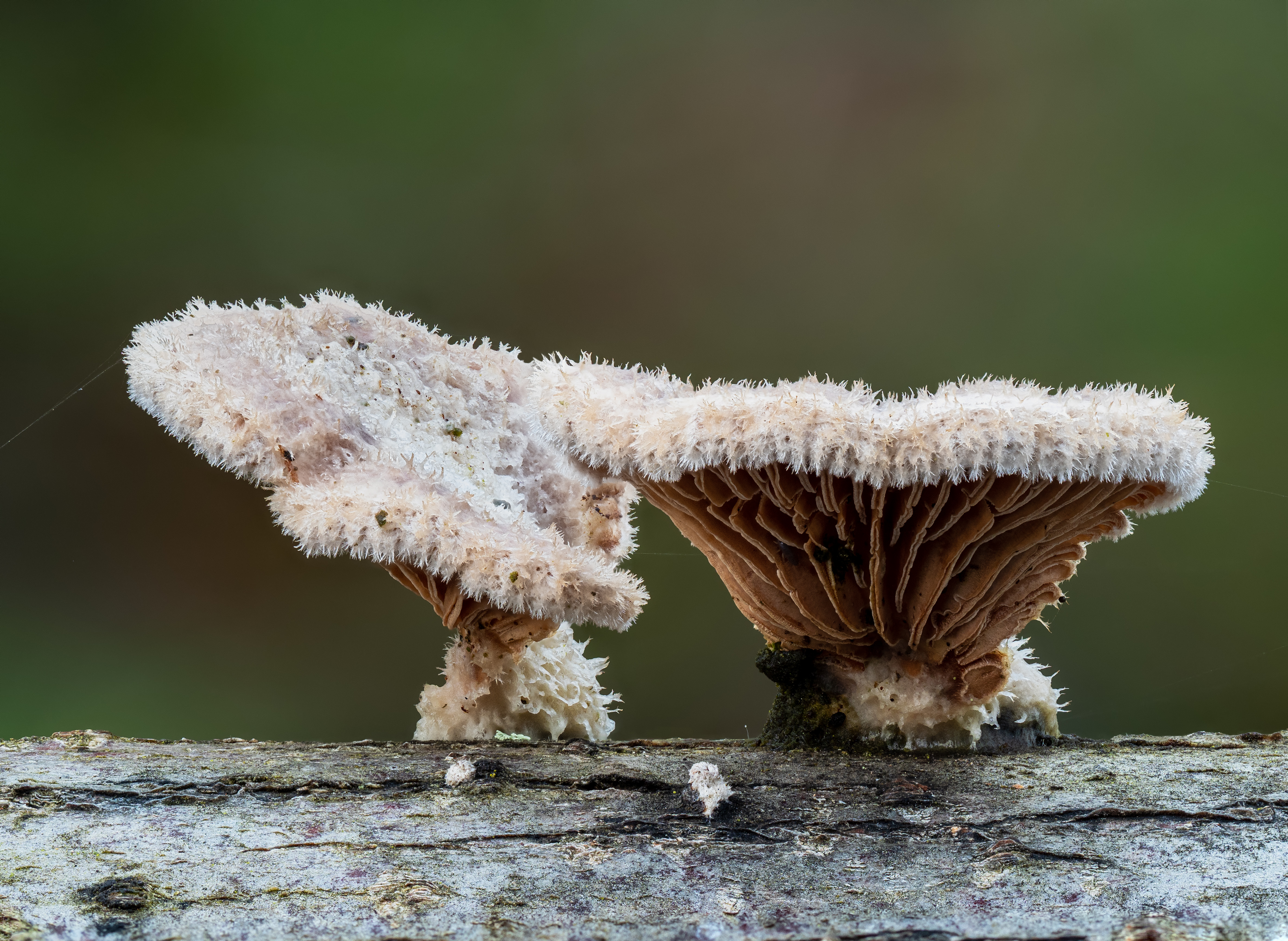
Ventall de branca (Schizophyllum commune), en visió lateral

Va ser descrita com Agaricus alneus per Linné (Fl. Suec.: 1242, p. 451; 1755) i Fries, Elias Magnus la va combinar a Schizophyllum commune (Observ. mycol. (Havniae) 1: 103, 1815)

## Descripció
Barret petit, d'1-5 cm de diàmetre; en forma de ventall , pelut, prim, sèssil, imbricat; de superfície de color gris a blanquinós quan està seca, gruixuda; marge irregularment lobulat.
Làmines bífides, és a dir partides longitudinalment, quan el bolet és sec les dues meitats es corben sobre els espais interlamel·lars; de color gris rosat a gris violeta.
Cama rudimentària o absent.
Carn de color brunenca; de coriàcia a subcoriàcia, revifa després de la dessecació i segueix produint espores; tast i olor inapreciables

## Distribució i hàbitat
Comú; de primavera a hivern; lignícola, resistent a la sequera, sobre branques i troncs, sembla preferit els exposats al sol; des de l'estatge subalpí a la terra baixa i litoral; sobre fusta de tota mena d'arbres, preferiblement planifolis (faig, vern)

## Comentaris
Té un aspecte lleugerament semblant el ventall de branca agre (Panellus stipticus), de cama evident i làmines veritables.

## Comestibilitat
Comestible. Es consumeix en països asiàtics (Est i sud-est del continent), a Etiòpia i Congo.